# 道格·福特
小道格拉斯·罗伯特·福特 MPP （1964年11月20日—），加拿大政治人物和商人，2018年起出任安大略省第26任省長、安大略省議會怡陶碧谷北選區議員和安大略進步保守黨黨魁。在此之前他曾活躍於多倫多市級政壇，2010至2014年間出任多倫多市議會怡陶碧谷北（第二市選區）議員，並於2014年市選中角逐市長職位但敗於莊德利。他的弟弟為已故多倫多市長羅柏特·福特，而兩人的父親老道格·福特（Doug Ford, Sr.）亦曾任安大略省議員。

## 早年生活及事業
福特於1964年在怡陶碧谷（現為多倫多市一部分）出生，為老道格·福特和戴安（Diane）四名子女中的次子，曾於當地的史嘉烈嶺書院（Scarlett Heights Collegiate Institute）就讀。
老道格於1962年與友人創辦德科標籤公司（Deco Labels），該公司年度營業額約為1億加元。小道格則於1990年代加入該公司，2002年起出任公司總裁，期間負責把公司業務擴展至芝加哥。福特於2010年參政後將德科業務交予兄長蘭迪（Randy Ford）管理。
荷禮狄（Doug Holyday）於1994年競逐怡陶碧谷市長時從德科公司訂購競選貼紙，福特隨後為他助選。老道格於1995年和1999年安大略省選中代表安大略進步保守黨競逐省議員席位，福特亦參與父親的競選團隊。

## 晉身市政
福特的弟弟，原任多倫多市議會怡陶碧谷北（第二市選區）議員羅柏特·福特於2010年市選中改為角逐多倫多市長職位，道格遂於同屆市選競逐該市議會議席。兩兄弟競選皆告捷，而道格當選市議員後則表示會將十萬加元年薪捐贈予社區組織。道格·福特出任市議員期間表決贊成央街以西的垃圾收集服務外判、將多倫多公車局定為必需服務、減低市議員的辦公室預算、以及取消市政府的車輛登記税；他亦於超過90%市議會表決中與羅柏特·福特持相同立場。
2013年5月一篇《環球郵報》報道引述匿名來源，指福特曾於1980年代出售哈希什。福特一直未有就此受到檢控，他否認這些指控並指該報對待其弟（即時任市長）羅柏特·福特有欠公允。安大略新聞業議會就此展開聆訊後駁回福特的投訴，並裁定《環球郵報》的報道「公正且合乎道德」（fair and ethical）。福特當時表示計劃起訴該報誹謗；2018年他被問及為何最終沒有對簿公堂時，他表示此舉只會浪費時間。
羅柏特·福特任職市長後期受到吸毒醜聞等因素困擾，施政多番遇到掣肘，道格·福特亦對市級政治漸生去意，並於2013年6月表示不會在翌年市選中尋求連任市議員。當時外界推測福特有可能代表安大略進步保守黨在未來省選競逐省議員席位，或角逐該黨黨魁。然而他於2014年2月與時任進步保守黨黨魁胡達克（Tim Hudak）會面後表示不會參與同年6月舉行的省議會選舉，以讓他集中協助弟弟羅柏特連任市長。
羅柏特·福特於2014年5月展開戒毒復康療程後，道格·福特表示不排除取代他競逐市長。羅柏特完成戒毒療程後恢復競選工作，但同年9月確診患上惡性脂肪肉瘤，遂於9月12日市長候選人報名截止期限前退選並由道格取代。道格保着羅柏特原有的支持度，但並未能超越莊德利，最終於10月27日舉行的市選中以33.7%的得票率敗於莊德利（得票40.3%），無緣為福特家族保住市長寶座。福特團隊在競選期間非法在市内多處擺放478個競選標牌，被罰款1萬1950元。
胡達克於2014年省選失利後辭任進步保守黨黨魁，而敗選市長的福特再受外界關注會否競逐該職。福特原本表示正在考慮參選該黨黨魁，但2014年11月末則表示支持葉勵雅（Christine Elliott）參選。

## 轉戰省政
接替胡達克出任進步保守黨黨魁的彭建邦（Patrick Brown）於2018年1月25日宣布辭職，該黨遂宣布於同年6月省選舉行前進行黨魁選舉。福特於同月29日宣布角逐黨魁，為首位公布參選的候選人，再於同月31日宣布尋求怡陶碧谷北選區省議員議席的進步保守黨候選人資格。
黨魁選舉結果於同年3月10日公布，福特在第三輪投票後得分為50.62%，險勝獲取49.38%的葉勵雅，當選進步保守黨黨魁。他於同月27日在無對手競爭下自動成為該黨的怡陶碧谷北選區省議員候選人。
安大略自由黨執政十多年後選民求變殷切，進步保守黨從中受惠。加拿大廣播公司於2018年4月初綜合多項民意調查，顯示福特領導下的進步保守黨平均支持度為42.1%，高於執政自由黨的27.2%、新民主黨的23.4%和綠黨的5.7%。新民主黨其後超越自由黨並一度威脅進步保守黨，但進步保守黨終在同年6月7日舉行的省選贏取省議會124個議席中的76席，以多數政府姿態上台執政，而福特亦當選怡陶碧谷北選區省議員。他於同月29日宣誓就任安大略省省長，為1934年起首位剛當選安大略省議員便出任省長的人物。在2022年安大略省大选中福特帶領進步保守黨再次贏得多數政府並且增加了16個議席。福特在2025年安大略省大选再次贏得多數政府，是安省自1959年以來第一位連任三屆多數政府的省長。
2025年加拿大聯邦大選前夕，多倫多星報報道稱聯邦保守黨黨魁博勵治致電福特求助寻求联邦大选的“建议”遭拒絶，博勵治和福特已稱報道是不實的，並且福特在X上轉發了博勵治關於開發安省北部的政策影片。

## 外部連結
- （英文）安大略省議會網站 道格·福特議員簡介 （页面存档备份，存于）